# Simeliria hecate
Simeliria hecate är en insektsart som först beskrevs av Gustav Breddin 1903.  Simeliria hecate ingår i släktet Simeliria och familjen spottstritar. Inga underarter finns listade i Catalogue of Life.